# 電致發光

液晶显示器的背光开与关切换时的动画

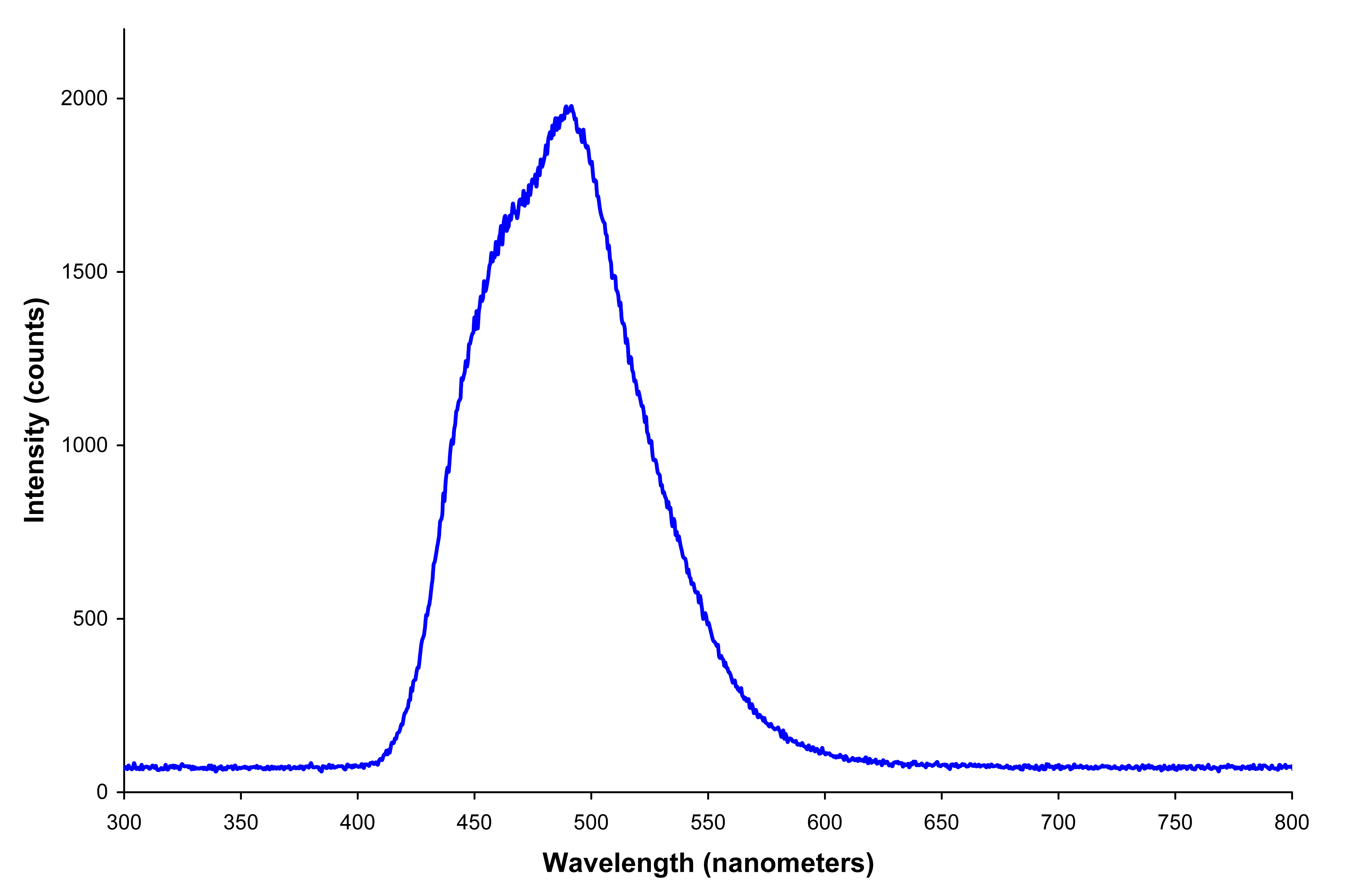
一种蓝/绿电致发光的灯源的光谱，（与上图所示相同）波峰波长492 nm，而半峰全宽则很宽达85 nm.

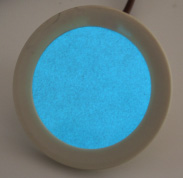
一种电致发光的蓝光夜灯（0.08 W，230 V，1960开始照亮，灯宽59 mm）

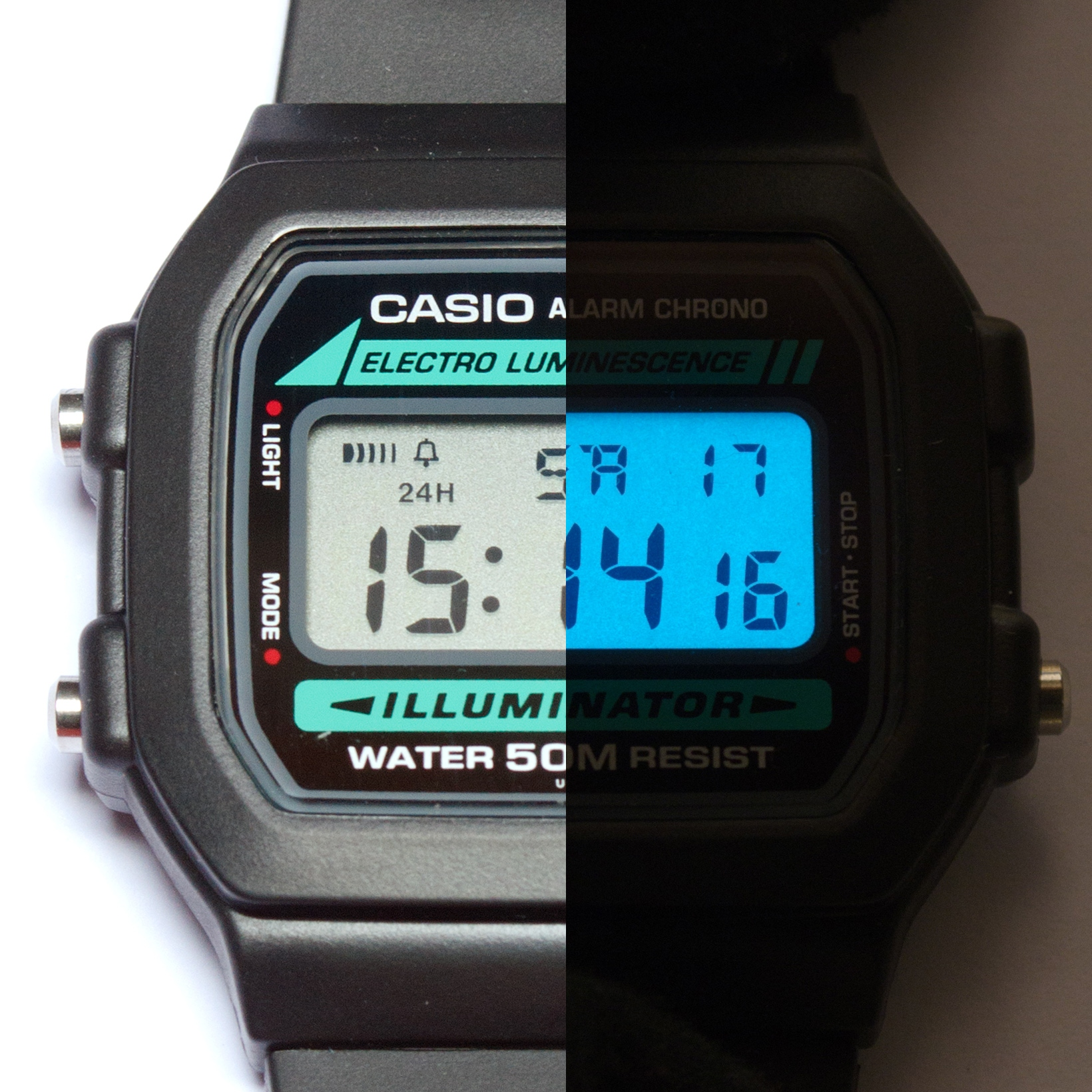
使用電致發光照明背版的卡西歐W-86手錶

電致發光亦稱電場發光（Electroluminescence，EL），是指電流通過物質時或物質處於強電場下發光的現象，在消費品生產中有時被稱為冷光。電致發光物料有：摻雜了銅和銀的硫化鋅、藍色鑽石（含硼）、砷化鎵等。目前电致发光的研究方向主要为有机材料的应用，已有的應用為电致发光显示器（ELD）。